# Seznam kostelů v okrese Blansko
Seznam kostelů v okrese Blansko

## Existující kostely

### Římskokatolické kostely
| Název                                         | Obrázek                               | Galerie Commons                                                                                             | Místo                           | Ochrana                  | Popis                                                      | Souřadnice |
| --------------------------------------------- | ------------------------------------- | --- | ------------------------------- | ------------------------ | ---------------------------------------------------------- | ---------- |
| kostel Božského srdce Páně                    | kostel Božského srdce Páně            | Kategorie „Church of Sacred Heart (Olomučany)“ na Wikimedia Commons                                         | Olomučany                       | ne                       | ...                                                        |            |
| kostel Jména Panny Marie                      | kostel Jména Panny Marie              | Kategorie „Chrám Jména Panny Marie ve Křtinách“ na Wikimedia Commons                                        | Křtiny                          | národní kulturní památka | ...                                                        |            |
| kostel Nanebevzetí Panny Marie                | kostel Nanebevzetí Panny Marie        | Kategorie „Kostel Nanebevzetí Panny Marie (Bukovinka)“ na Wikimedia Commons                                 | Bukovinka                       | kulturní památka         | ...                                                        |            |
| kostel Nanebevzetí Panny Marie                | kostel Nanebevzetí Panny Marie        | Kategorie „Church of the Assumption of the Virgin Mary (Sebranice)“ na Wikimedia Commons                    | Sebranice                       | kulturní památka         | ...                                                        |            |
| kostel Narození Panny Marie                   | kostel Narození Panny Marie           | Kategorie „Church of the Nativity of the Virgin Mary (Lipovec)“ na Wikimedia Commons                        | Lipovec                         | kulturní památka         | ...                                                        |            |
| kostel Narození svatého Jana Křtitele         | kostel Narození svatého Jana Křtitele | Kategorie „Church of Saint John the Baptist (Černovice)“ na Wikimedia Commons                               | Černovice                       | kulturní památka         | ...                                                        |            |
| kostel Nejsvětější Trojice                    | kostel Nejsvětější Trojice            | Kategorie „Holy Trinity Church (Drnovice)“ na Wikimedia Commons                                             | Drnovice                        | kulturní památka         | ...                                                        |            |
| kostel Panny Marie                            | kostel Panny Marie                    | Kategorie „Church of Saint Mary (Bukovinka)“ na Wikimedia Commons                                           | Bukovinka                       | kulturní památka         | dnes zřícenina, dochován pouze presbytář původního kostela |            |
| kostel Panny Marie Bolestné                   | kostel Panny Marie Bolestné           | Kategorie „Kostel Panny Marie Bolestné (Sloup)“ na Wikimedia Commons                                        | Sloup                           | kulturní památka         | ...                                                        |            |
| kostel Panny Marie Pomocnice                  | kostel Navštívení Panny Marie         | Kategorie „Church of the Visitation of Our Lady (Skalice nad Svitavou)“ na Wikimedia Commons                | Skalice nad Svitavou            | ne                       | ...                                                        |            |
| kostel Povýšení svatého Kříže                 | kostel Povýšení svatého Kříže         | Kategorie „Church of the Exaltation of the Holy Cross (Benešov)“ na Wikimedia Commons                       | Benešov                         | kulturní památka         | ...                                                        |            |
| kostel Povýšení svatého Kříže                 | kostel Povýšení svatého Kříže         | Kategorie „Church of the Exaltation of the Holy Cross (Borotín)“ na Wikimedia Commons                       | Borotín                         | kulturní památka         | ...                                                        |            |
| kostel svaté Barbory                          | kostel svaté Barbory                  | Kategorie „Church of Saint Barbara in Adamov“ na Wikimedia Commons                                          | Adamov                          | kulturní památka         | ...                                                        |            |
| kostel svatého Bartoloměje                    | kostel svatého Bartoloměje            | Kategorie „Church of Saint Bartholomew in Dlouhá Lhota (Blansko District)“ na Wikimedia Commons             | Dlouhá Lhota                    | kulturní památka         | ...                                                        |            |
| kostel svatého Bartoloměje                    | kostel svatého Bartoloměje            | Kategorie „Church of Saint Bartholomew (Žďárná)“ na Wikimedia Commons                                       | Žďárná                          | kulturní památka         | ...                                                        |            |
| kostel svaté Cecílie                          | kostel svaté Cecílie                  | Kategorie „Church of Saint Cecilia (Lipůvka)“ na Wikimedia Commons                                          | Lipůvka                         | kulturní památka         | ...                                                        |            |
| kostel svatého Cyrila a Metoděje              | kostel svatého Cyrila a Metoděje      | Kategorie „Church of Saints Cyril and Methodius (Molenburk)“ na Wikimedia Commons                           | Molenburk, Vysočany             | ne                       | ...                                                        |            |
| kostel svatého Cyrila a Metoděje              | kostel svatého Cyrila a Metoděje      | Kategorie „Church of Saints Cyril and Methodius (Úsobrno)“ na Wikimedia Commons                             | Úsobrno                         | ne                       | ...                                                        |            |
| kostel svatého Ducha                          | kostel svatého Ducha                  | Kategorie „Church of the Holy Spirit (Kunštát)“ na Wikimedia Commons                                        | Kunštát                         | kulturní památka         | ...                                                        |            |
| kostel svatého Filipa a Jakuba                | kostel svatého Filipa a Jakuba        | Kategorie „Saints Philip and James Church (Cetkovice)“ na Wikimedia Commons                                 | Cetkovice                       | kulturní památka         | ...                                                        |            |
| kostel svatého Jakuba Staršího                | kostel svatého Jakuba Staršího        | Kategorie „Church of St. Jacob in Boskovice“ na Wikimedia Commons                                           | Boskovice                       | kulturní památka         | ...                                                        |            |
| kostel svatého Jana Křtitele                  | kostel svatého Jana Křtitele          | Kategorie „Church of Saint John the Baptist (Doubravice nad Svitavou)“ na Wikimedia Commons                 | Doubravice nad Svitavou         | kulturní památka         | ...                                                        |            |
| kostel svatého Jana Křtitele                  | kostel svatého Jana Křtitele          | Kategorie „Church of Saint John the Baptist (Svitávka)“ na Wikimedia Commons                                | Svitávka                        | kulturní památka         | ...                                                        |            |
| kostel svatého Jeronýma                       | kostel svatého Jeronýma               | Kategorie „Church of Saint Jerome (Křetín)“ na Wikimedia Commons                                            | Křetín                          | kulturní památka         | ...                                                        |            |
| kostel svatého Jiří                           | kostel svatého Jiří                   | Kategorie „Church of Saint George (Bořitov)“ na Wikimedia Commons                                           | Bořitov                         | kulturní památka         | ...                                                        |            |
| kostel svatého Jiří                           | kostel svatého Jiří                   | Kategorie „Church of Saint George (Kochov)“ na Wikimedia Commons                                            | Kochov, Letovice                | kulturní památka         | ...                                                        |            |
| kostel svatého Jiří                           | kostel svatého Jiří                   | Kategorie „Church of Saint George in Velké Opatovice“ na Wikimedia Commons                                  | Velké Opatovice                 | kulturní památka         | ...                                                        |            |
| kostel svatého Josefa                         | kostel svatého josefa                 | Kategorie „Church of Saint Joseph (Senetářov)“ na Wikimedia Commons                                         | Senetářov                       | ne                       | ...                                                        |            |
| kostel svaté Kateřiny                         | kostel svaté Kateřiny                 | Kategorie „Church of Saint Catherine (Šebrov-Kateřina)“ na Wikimedia Commons                                | Svatá Kateřina, Šebrov-Kateřina | kulturní památka         | ...                                                        |            |
| kostel svatého Klimenta                       | kostel svatého Klimenta               | Kategorie „Church of Saint Clemens (Lipůvka)“ na Wikimedia Commons                                          | Lipůvka                         | kulturní památka         | dnes zřícenina                                             |            |
| kostel svatého Marka                          | kostel svatého Marka                  | Kategorie „Saint Mark church (Knínice)“ na Wikimedia Commons                                                | Knínice                         | kulturní památka         | ...                                                        |            |
| kostel svatého Martina                        | kostel svatého Martina                | Kategorie „Church of Saint Martin (Blansko)“ na Wikimedia Commons                                           | Blansko                         | kulturní památka         | ...                                                        |            |
| kostel svaté Maří Magdalény                   | kostel svaté Maří Magdalény           | Kategorie „Church of Saint Mary Magdalene (Ostrov u Macochy)“ na Wikimedia Commons                          | Ostrov u Macochy                | ne                       | ...                                                        |            |
| kostel svaté Maří Magdalény                   | kostel svaté Maří Magdalény           | Kategorie „Church of Saint Mary Magdalene (Sulíkov)“ na Wikimedia Commons                                   | Sulíkov                         | kulturní památka         | ...                                                        |            |
| kostel svatého Michaela                       | kostel svatého Michaela               | Kategorie „Church of Saint Michael (Vísky)“ na Wikimedia Commons                                            | Vísky                           | kulturní památka         | ...                                                        |            |
| kostel svatého Mikuláše                       | kostel svatého Mikuláše               | Kategorie „Church of Saint Nicholas (Bedřichov)“ na Wikimedia Commons                                       | Bedřichov                       | kulturní památka         | ...                                                        |            |
| kostel svatého Mikuláše                       | kostel svatého Mikuláše               | Kategorie „Church of Saint Nicholas in Němčice (Blansko District)“ na Wikimedia Commons                     | Němčice                         | kulturní památka         | ...                                                        |            |
| kostel svatého Mikuláše a Nejsvětější Trojice | kostel svatého Mikuláše               | Kategorie „Church of Saint Nicholas (Olešnice)“ na Wikimedia Commons                                        | Olešnice                        | kulturní památka         | ...                                                        |            |
| kostel svatého Ondřeje                        | kostel svatého Ondřeje                | Kategorie „Church of Saint Andrew (Roubanina)“ na Wikimedia Commons                                         | Roubanina                       | kulturní památka         | ...                                                        |            |
| kostel svatého Petra a Pavla                  | kostel svatého Petra a Pavla          | Kategorie „Church of Saints Peter and Paul in Deštná (Blansko District)“ na Wikimedia Commons               | Deštná                          | kulturní památka         | ...                                                        |            |
| kostel svatého Petra a Pavla                  | kostel svatého Petra a Pavla          | Kategorie „Church of Saints Peter and Paul (Jedovnice)“ na Wikimedia Commons                                | Jedovnice                       | kulturní památka         | ...                                                        |            |
| kostel svatého Petra a Pavla                  | kostel svatého Petra a Pavla          | Kategorie „Church of Saints Peter and Paul (Lysice)“ na Wikimedia Commons                                   | Lysice                          | kulturní památka         | ...                                                        |            |
| kostel svatého Petra a Pavla                  | kostel svatého Petra a Pavla          | Kategorie „Church of Saints Peter and Paul (Petrovice)“ na Wikimedia Commons                                | Petrovice                       | kulturní památka         | ...                                                        |            |
| kostel svatého Prokopa                        | kostel svatého Prokopa                | Kategorie „Church of Saint Procopius (Letovice)“ na Wikimedia Commons                                       | Letovice                        | kulturní památka         | ...                                                        |            |
| kostel svatého Stanislava                     | kostel svatého Stanislava             | Kategorie „Church of Saint Stanislaus (Kunštát)“ na Wikimedia Commons                                       | Kunštát                         | kulturní památka         | ...                                                        |            |
| kostel svatého Václava                        | kostel svatého Václava                | Kategorie „Klášter Letovice“ na Wikimedia Commons                                                           | Letovice                        | kulturní památka         | ...                                                        |            |
| kostel svatého Václava                        | kostel svatého Václava                | Kategorie „Church of Saint Wenceslaus (Vanovice)“ na Wikimedia Commons                                      | Vanovice                        | kulturní památka         | ...                                                        |            |
| kostel svatého Vavřince                       | kostel svatého Vavřince               | Kategorie „Church of Saint Lawrence (Černá Hora)“ na Wikimedia Commons                                      | Černá Hora                      | kulturní památka         | ...                                                        |            |
| kostel svatého Vavřince                       | kostel svatého Vavřince               | Kategorie „Church of Saint Lawrence in Lhota Rapotina“ na Wikimedia Commons                                 | Lhota Rapotina                  | kulturní památka         | ...                                                        |            |
| kostel svatého Vavřince                       | kostel svatého Vavřince               | Kategorie „Church of Saint Lawrence (Olešnice)“ na Wikimedia Commons                                        | Olešnice                        | kulturní památka         | ...                                                        |            |
| kostel Všech svatých                          | kostel Všech svatých                  | Kategorie „All Saints church (Boskovice)“ na Wikimedia Commons                                              | Boskovice                       | kulturní památka         | ...                                                        |            |
| kostel Všech svatých                          | kostel Všech svatých                  | Kategorie „All Saints church (Rájec-Jestřebí)“ na Wikimedia Commons                                         | Rájec, Rájec-Jestřebí           | kulturní památka         | ...                                                        |            |
| kostel Všech svatých                          | kostel Všech svatých                  | Kategorie „All Saints church (Újezd u Černé Hory)“ na Wikimedia Commons                                     | Újezd u Černé Hory              | kulturní památka         | ...                                                        |            |
| kostel Zvěstování Páně                        | kostel Zvěstování Panny Marie         | Kategorie „Church of the Annunciation of the Virgin Mary in Vážany (Blansko District)“ na Wikimedia Commons | Vážany                          | kulturní památka         | ...                                                        |            |

### Kostely jiných církví
| Název                  | Obrázek                          | Galerie Commons                                                      | Místo     | Ochrana          | Popis | Souřadnice |
| ---------------------- | -------------------------------- | -------------------------------------------------------------------- | --------- | ---------------- | ----- | ---------- |
| evangelický kostel     | evangelický kostel v Boskovicích | Kategorie „Evangelický kostel (Boskovice)“ na Wikimedia Commons      | Boskovice | kulturní památka | ...   |            |
| evangelický kostel     | evangelický kostel v Olešnici    | Kategorie „Protestant church in Olešnice“ na Wikimedia Commons       | Olešnice  | kulturní památka | ...   |            |
| evangelický kostel     | evangelický kostel ve Vanovicích | Kategorie „Evangelical church (Vanovice)“ na Wikimedia Commons       | Vanovice  | kulturní památka | ...   |            |
| kostel svaté Paraskivy | kostel svaté Paraskivy           | Kategorie „Church of Saint Paraskiva (Blansko)“ na Wikimedia Commons | Blansko   | kulturní památka | ...   |            |

## Zaniklé kostely
- románský kostel ve Křtinách
- gotický kostel ve Křtinách
- kostel v osadě Housko